# یوهنده
یوهنده (به آلمانی: Jühnde) یک شهر در آلمان است که در گوتینگن واقع شده‌است. یوهنده  ۱٬۰۷۲ نفر جمعیت دارد.